# Synodontis longirostris
Synodontis longirostris är en fiskart som beskrevs av George Albert Boulenger 1902. Synodontis longirostris ingår i släktet Synodontis och familjen Mochokidae. IUCN kategoriserar arten globalt som livskraftig. Inga underarter finns listade i Catalogue of Life.